# Microsoft Entertainment Pack: The Puzzle Collection
Microsoft Entertainment Pack: The Puzzle Collection est un jeu vidéo de puzzle développé par Mir - Dialogue et édité par Swing! Entertainment, sorti en 1997 sur Windows et Game Boy Color.
Il fait suite au Microsoft Entertainment Pack.

## Accueil
- Gamekult : 2/10 (GBC)[1]